# Тохирова, Мухтасар Жахонгир кизи
Мухтасар Жахонгир кизи Тохирова (род. 5 марта 2000) — узбекская спортсменка, выступающая в стрельбе. Специализируется в стрельбе из пневматической винтовки. Участница Олимпийских игр.

## Биография
Мухтасар Тохирова родилась 5 марта 2000 года. Она владеет русским и узбекским языками. Начала заниматься стрельбой в 2010 году.

## Карьера
Выступает за клуб «Ватанпарвар» из Намангана. Её тренером является Елена Кузнецова.
Мухтасар Тохирова выступала на чемпионате мира среди юниоров в 2017 году. Этот турнир проходил в немецком Зуле. Она заняла 80-е место в итоговом зачёте.
Мухтасар участвовала на одном этапе Кубка мира в 2019 году, который прошёл в Рио-де-Жанейро. Узбекская спортсменка заняла в личной стрельбе из пневматической винтовки 103-е место, а в командном турнире стала 33-й.
На чемпионате Азии 2019 года состоялся дебют Мухтасар на континентальном взрослом первенстве. На турнире в Дохе узбекская спортсменка выступила в трёх дисциплинах. Она стала 41-й в стрельбе из пневматической винтовки с 10 метров, 32-й в стрельбе из винтовки с 50 метров из трёх положений, а также участвовала в командной стрельбе из пневматической винтовки с 10 метров, где стала 22-й.
В 2021 году она выиграла международный турнир в Казахстане и получила право представлять свою страну на летних Олимпийских играх 2020 года в Токио, которые из-за пандемии COVID-19 были перенесены на один год. При этом она получила путёвки сразу в двух видах — пневматической винтовке с 10 метров и винтовке с 50 метров из трёх положений.
В Японии Мухтасар Тохирова завершила соревнования в стрельбе из пневматической винтовки на стадии квалификации, заняв 33-е место с результатом 622,2 очка.